# لونا بارك (كوني آيلاند، 2010)
لونا بارك هي مدينة ترفيهية وملاهي في كوني آيلاند، بروكلين، مدينة نيويورك بالولايات المتحدة الأمريكية. تم افتتاحه في يوم 29 مايو سنة 2010، في موقع أسترولاند، وهي مدينة ترفيهية كانت نشطة من عام 1962 إلى عام 2008، ودريم لاند، والتي كانت نشطة في نفس الموقع لموسم 2009. حيث تم تسميته على اسم لونا بارك الأصلي عام 1903 والذي كان نشط فقط حتى عام 1944 في موقع شمال موقع 1000 Surf Avenue الخاص بالمنتزه.
تم تصميم الحديقة وتطويرها وتشغيلها من قبل شركة سينترال اميوزمينت الدولية، وهي شركة تابعة لشركة زامبيرلا الإيطالية التي قامت ببناء 19 لعبة ميكانيكية جديدة للحديقة. بالإضافة أيضًا الى ألعاب تفاعلية وأكشاك للأطعمة والمشروبات وعروض ترفيهية حية متنوعة. اعتبارًا من العام 2017، المدير العام للحديقة الترفيهية هو فرناندو فيلاسكيز.